# Grünanlage am Sodenmattsee

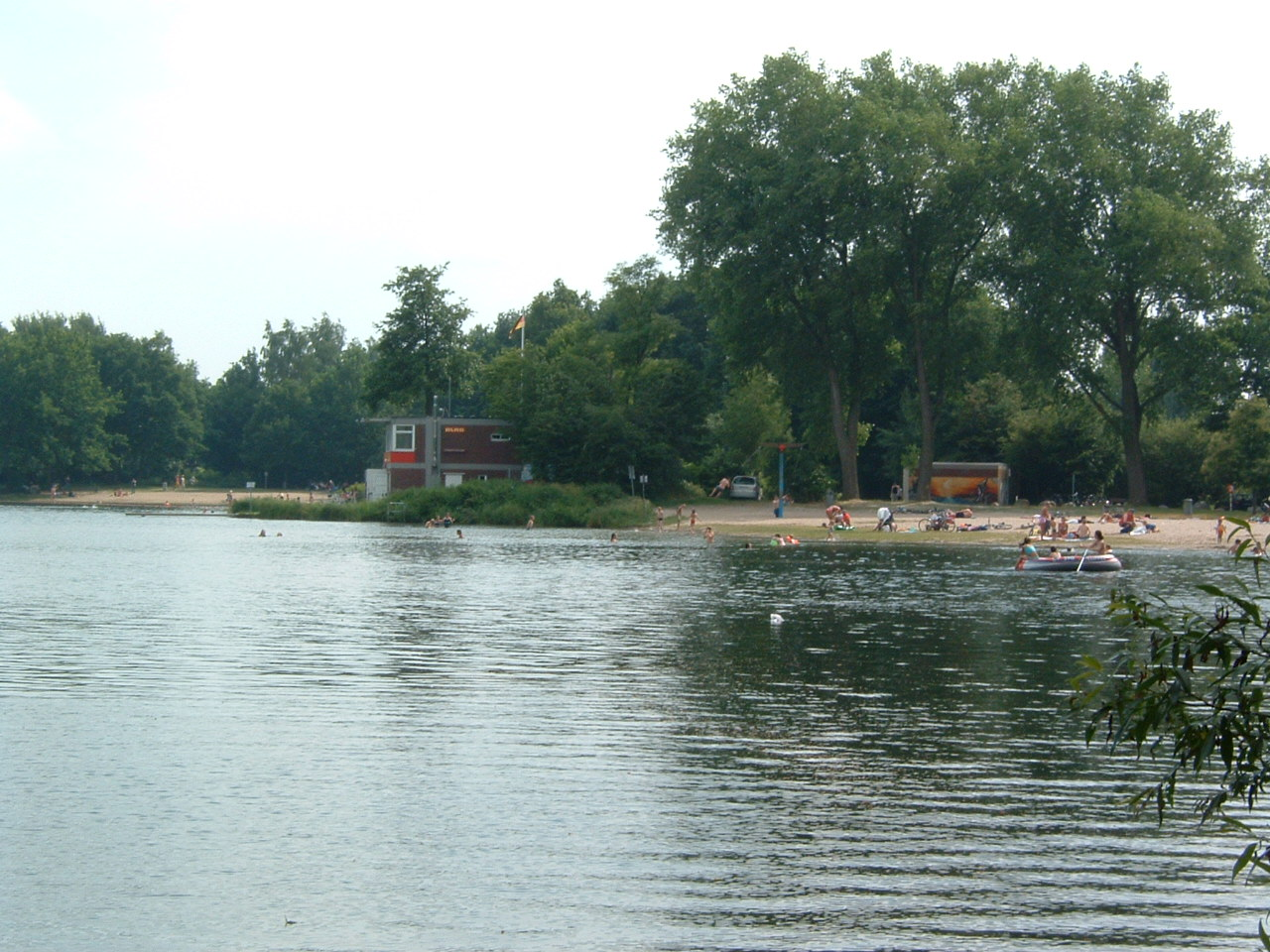
Sodenmattsee mit Badestelle

Die Grünanlage am Sodenmattsee liegt im Bremer Stadtteil Huchting, Ortsteil Sodenmatt.

## Geschichte
Der Sodenmattsee entstand als Baggersee ab 1962 im Zusammenhang mit der Sandentnahme zum Ausbau der Bundesstraße 75. Am See konnte an der Westseite eine Flachwasserzone als Badestelle mit einer DLRG-Station entstehen. Erste Wege und Trampelpfade umkreisten den See und das vorhandene Grün als Erlenbruchwald (heute ein 1,2 Hektar großes Naturschutzgebiet) wurde durch Bäume und Büsche erweitert. Noch in den 1960er Jahren stand auf einer Wurt ein alter Bauernhof, der heute als Hügel den Standort markiert. Ein Hallenbad, mehrere Altenzentren, zwei Schulen, Sportanlagen und die Stadtteilfarm ergänzten die Besiedlung um diesen Bereich.
Schrittweise wurde die Parkanlage vom See bis zum Mittelshuchtinger Fleet parallel zur baulichen Verdichtung des Stadtteils weiterentwickelt. Um 2002 bis 2004 wurde der Park durch neue Wiesen- und Grünflächen, den Wegeausbau, Spiellandschaften, Hügel und Erholungszonen erheblich aufgewertet. Neue Wohngebiete und Seniorenwohnanlagen begrenzten nun das Gebiet im Südosten.
Das Grünzentrum Huchting in der Mitte des Stadtteils verknüpft die Ortsteile Sodenmatt, Kirchhuchting und Mittelshuchting mit den Bereichen Wohnen, Freizeit, Erholen und Sport mit dem Naturraum.